# Animal Aid
Animal Aid é uma organização britânica dos direitos animais, fundada em 1977. O grupo luta pacificamente contra todas as formas de abuso de animais e promove um estilo de vida livre de crueldade, além de investigar e expor crueldades contra animais.
Eles também oferecem uma revista trimestal e um catálogo de vendas com produtos produzidos sem crueldade.
Animal Aid foi fundada em janeiro de 1977 para trabalhar para um fim da crueldade contra os animais. É uma organização sem fins lucrativos dirigida por um conselho voluntário de administração. 

## Celebridades apoiantes
Animal Aid é apoiada por várias celebridades, incluindo Thom Yorke, Stella McCartney, Richard Wilson, Wendy Turner Webster, Massive Attack, Alexei Sayle, Tony Benn, Benjamin Zephaniah, Martin Shaw, Chrissie Hynde, Peter Tatchell e Andrew Linzey.
O primatologista Charlotte Uhlenbroek apoiou a campanha da organização contra experimentos em primatas, dizendo: "Ainda estou para ouvir um argumento científica suficientemente convincente que justifique o sofrimento infligido aos primatas em pesquisas médicas."